# Enočrkovna slovenska beseda
Slovenščina ima osem enočrkovnih besed:
- a – priredni veznik v pomenu »pa« ali »ampak«
- h – predlog pred k in g
- k – predlog
- o – predlog
- s – predlog pred nezvenečimi soglasniki
- v – predlog
- z – predlog pred zvenečimi soglasniki
- ž – zastarel predlog (glej SSKJ)

Če se upošteva še medmete, je število dopuščenih enočrkovnih »besed« večje. Vse besede se, razen na začetku povedi, pišejo z malo začetnico.
Za druge pomene posameznih črk glej posamezno črko slovenske abecede.